# Feeridium woodruffi
Feeridium woodruffi är en skalbaggsart som beskrevs av Vaz-de-mello 2008. Feeridium woodruffi ingår i släktet Feeridium och familjen bladhorningar. Inga underarter finns listade i Catalogue of Life.